# Graphis gracilis
Graphis gracilis is een slakkensoort uit de familie van de Tofanellidae. De wetenschappelijke naam van de soort is voor het eerst geldig gepubliceerd in 1874 door Monterosato.